# شارلوته ماريا كينغ
شارلوته ماريا كينغ (بالإنجليزية: Charlotte Maria King) هي اخصائية فطريات وكاتبة تقنية وعالمة نبات أمريكية، ولدت في 1864، وتوفيت في 1937.